# Гаплогруппа R1a (Y-ДНК)
Гаплогруппа R1a (М420) — Y-хромосомная гаплогруппа, распространённая в Восточной и Центральной Европе, Средней и Южной Азии и Южной Сибири.
R1a возникла около 22 тысяч лет назад (по другим данным — около 25 тыс. лет назад), предположительно в Азии (исходя из распространения линий R2 и R*). R1a-М420 делится на ветви R1a1-M459 и R1a2-YP4141.

## Происхождение R1a1a1 (M417), древние миграции
R1a1a1-M417 это корневая и первая ветвь, пошедшая от гаплогруппы R1a-M420. Она разделилась между 25 и 22 тысячами лет назад. Это период последнего ледникового максимума. В исследовании 126 современных популяций со всей Евразии от 2014 года, проведённом Питером А. Андерхиллом и соавторами с участием 16 244 человек, авторы пришли к предположению о том, что «начальные эпизоды диверсификации гаплогруппы R1a, вероятно, произошли в окрестностях современного Ирана». Согласно расчётам Андерхилла и др. (2014), субклад R1a1a1-M417, диверсифицировался на линии, ведущие к субкладам R1a1a1b1a-Z282 и R1a1a1b2-Z93, около 5800 лет назад. Раннеэнеолитический образец NEO113 из региона Среднего Дона (Голубая Криница) возрастом 7300 л. н. помещается в базальный субклад гаплогруппы R1a вместе с ранними образцами, связанными с комплексом шнуровой керамики, poz81 (R1a1a1a-CTS4385>CTS4385*, 2880-2630 до н. э., Obłaczkowo, Poland) и RISE446 (R1a1a1a-CTS4385>L664>S3479, 2829-2465 до н. э., Bergrheinfeld, Bavaria, Germany), что делает его самым ранним наблюдением этой базальной линии, о котором сообщалось до сих пор.
R1a показывает сильную корреляцию с индоевропейскими языками Южной и Западной Азии, Центральной и Восточной Европы. Наибольшее распространение она имеет в Восточной Европе, Западной и Южной Азии и Центральной Азии. В Европе преобладает R1a1a1b1a-Z282, в то время как в Азии доминирует R1a1a1b2-Z93. Связь между Y-хромосомной гаплогруппой R1a1a-M17 и распространением индоевропейских языков впервые была отмечена Татьяной Зерджаль и её коллегами в 1999 году.
Взрывообразный рост числа потомков основателя субклады R1a1a1b2-Z93 произошёл в Южной Азии примерно 4,5—4 тыс. л. н. Расширение маркеров R1a1a1b2-Z93 в промежуток между 4500 и 4000 лет назад на несколько столетий предшествует угасанию и краху Индской цивилизации.
Согласно исследованию древней ДНК В. Нарасимхана и др. (2018), степные скотоводы являются вероятным источником Y-хромосомной гаплогруппы R1a в Индии.

К северу от ближневосточных регионов, уровни R1a1a начинают расти на Кавказе неравномерно. Несколько изученных популяций не показали никаких признаков R1a1a, в то время как самые высокие уровни, обнаруженные до сих пор в регионе, среди карачаевцев ок. 40 % и среди балкарцев ок. 35 % представлены доминирующей гаплогруппой R1a1a.

### Теория происхождения из Азии
Т. Кивисилд в 2003 году предположил либо Южную, либо Западную Азию, а Мирабал в 2009 году указывал на Южную и Центральную Азии. Другие исследователи предполагают происхождение R1a на территории современной Украины, в Средней Азии и в Западной Азии.
В 2000 году предположено происхождение на территории Украины и постледниковое распространение R1a1 во время последнего ледникового максимума. Распространение генома по этой теории обеспечивалось в том числе благодаря экспансии курганной культуры в Европе и на Восток.
Спенсер Уэлс предлагает центрально-азиатское происхождение, предполагая, что распределение и возраст R1a1 указывают на древнюю миграцию, соответствующую распространению Культуры курганных погребений в их экспансии из Евразийской степи.
В 2012 году предположено, что R1a1a выделилась в евразийских степях или на Ближнем Востоке и на Кавказе. Внутренняя и Центральная Азия, является перекрывающейся зоной для линий R1a1-Z280 и R1a1-Z93, что подразумевает раннюю зону дифференциации R1a1a-M198, предположительно произошла в пределах Евразийских степей или на Ближнем Востоке и на Кавказе, поскольку они лежат между Южной Азией и Центральной и Восточной Европой.
Три генетических исследования, проведённые к 2015 году, подтвердили курганную гипотезу Гимбутас. Согласно этим исследованиям, гаплогруппы R1b и R1a, теперь наиболее распространённые в Европе, были распространены из российских степей наряду с индоевропейскими языками. Исследования также обнаружили аутосомный компонент, присутствующий в современных европейцах, которого не было у неолитических европейцев, которые были бы введены с отцовскими линиями R1b и R1a, а также с индоевропейскими языками.

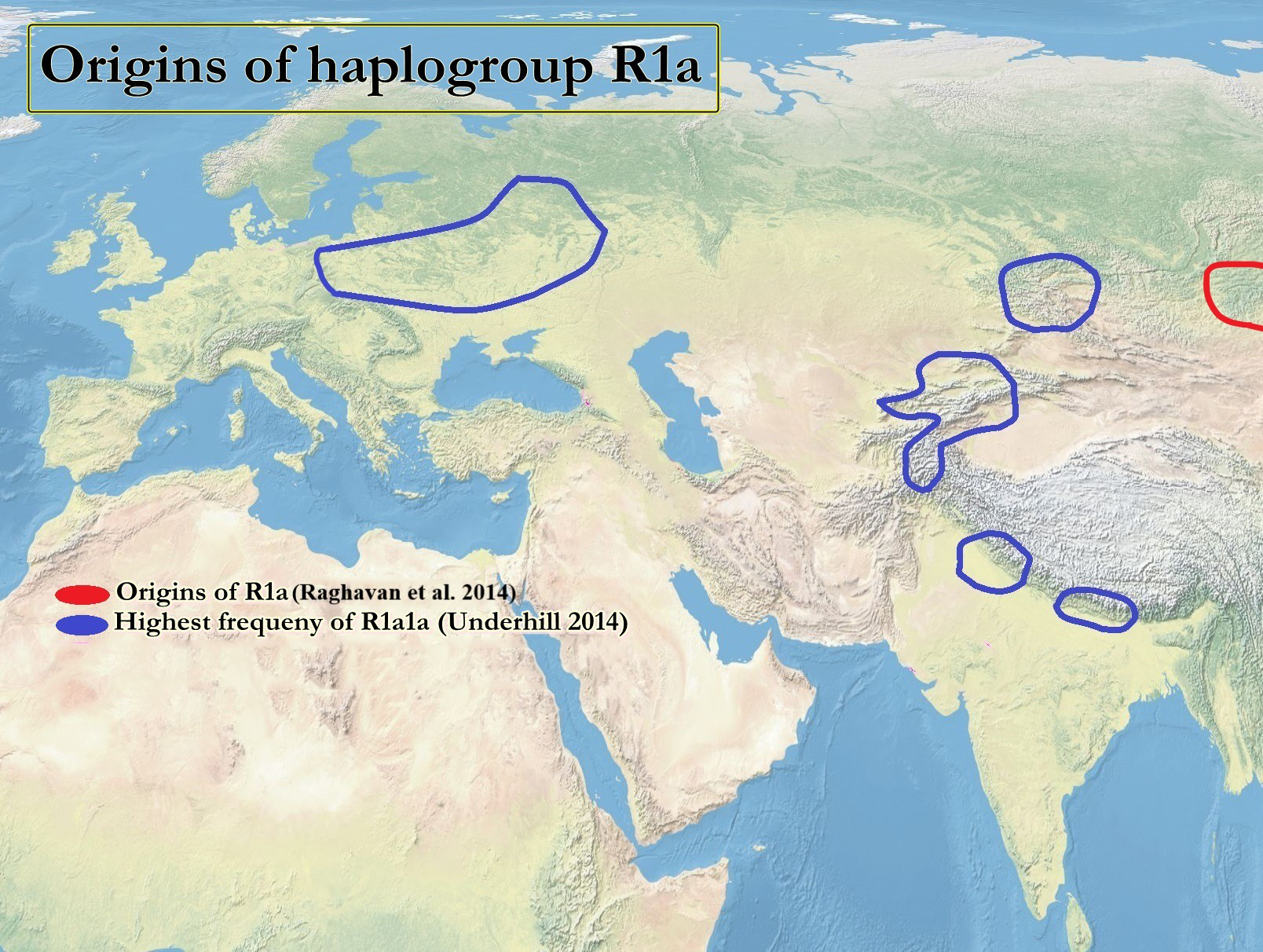
R1a Origins (Underhill 2010; R1a1a origins (Pamjav 2012), возможная миграция R1a на побережье Балтийского моря и самое раннее расширение и самая высокая частота R1a1a (Underhill 2014)

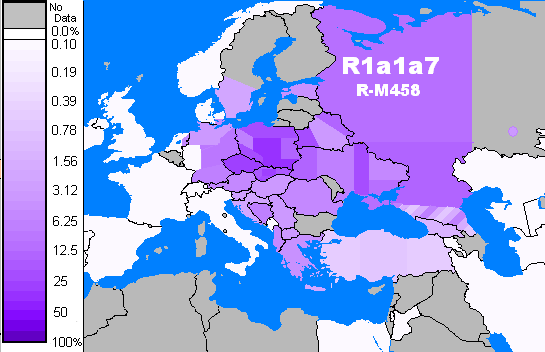
Распределение частоты R1a1a1b1a1-M458

Европейский средний неолитический период. Культура ямочно-гребенчатой керамики, между 4200 г. до н. э. — ок. 2000 г. до нашей эры.
Культура боевых топоров, с 2900 до н.э. – по 2350 до н.э.
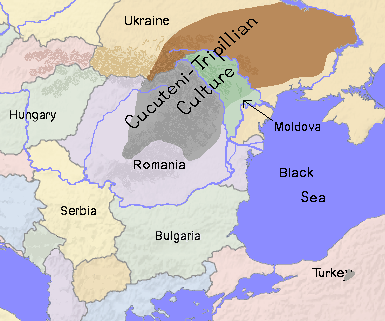
Трипольская культура — границы 1.
Трипольская культура — границы 2.

### Связь с ямной культурой
Дэвид Энтони считал людей ямной культуры предками индоевропейцев. Согласно исследованию 2015 года, массовая миграция людей ямной культуры имела место около 2500 лет до нашей эры. Её связывают с тем, что данная культура одной из первых массово научилась использовать лошадей для передвижения людей и перевозки грузов, а также активно применять бронзовое оружие. Генетики из Стэнфордского университета и др. (Poznik et al. 2016) выявили, что с демографической экспансией в Западную Европу в бронзовом веке связана не гаплогруппа R1a, а гаплогруппа R1b1a1a2a1a-L151/L11 (L23 и её субклады), в то время как субклад R1b-Z2103, представленный в ямных погребениях, в этой экспансии не участвовал.
Ямную культуру сменила катакомбная культура, у представителей которой также определили Y-хромосомную гаплогруппу R1b, а не R1a.

Исследователи отмечают, что R1a и R1b могли распространиться в Европу с Востока после 3000 лет до нашей эры. Однако при исследованиях все семь образцов из ямной культуры принадлежали к R1b1a1a2-M269, а R1a1a не была обнаружена в образцах, отнесённых к ямной культуре. Это поставило вопрос — откуда возникла R1a1a в культуре боевых топоров, учитывая что ямная культура не являлась носителем данной субклады.
Семёнов и Булат спорят о происхождении R1a1a в культуре боевых топоров, отмечая, что несколько исследований указывают на присутствие R1a1a в генетике данной культуры.

Некоторые исследователи полагают, что R1a попала на Балканы через Анатолию, а уже оттуда распространялась дальше на северо-запад, до культуры рёссен, затем на восток от трипольской культуры до ямной культуры и афанасьевской культуры. При этом исследователи признают — R1a отсутствует в промежуточных культурах между Ближним Востоком, Анатолией и Балканами. Аско Парпола, исследуя эту проблему, предположил, что трипольская культура соотносится с поздним вариантом праиндоевропейского этноса. Он отмечает, что в трипольской культуре, возможно, изобретено колесо, а также что, вероятно, люди трипольской культуры была захвачены или ассимилированы носителями праиндоевропейского языка в 4-м тысячелетии до н. э., после чего культура распространилась до Понтийской степи к 3400 годам до нашей эры и в результате развития перетекла в ямную культуру.

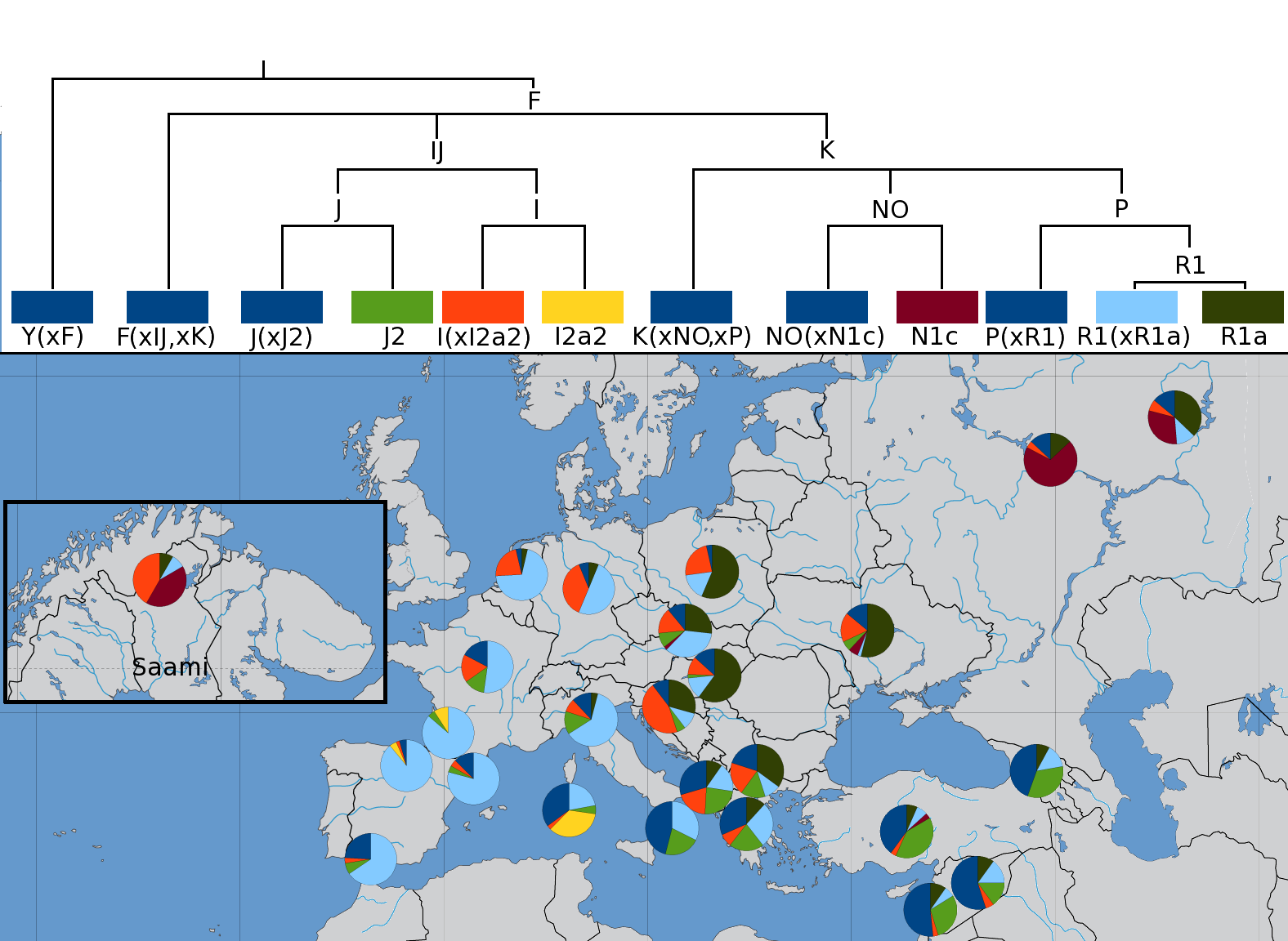
R1a среди других европейских гаплогрупп

### Закавказье и западно-европейское происхождение, возможное влияние Индской цивилизации
Часть генетической составляющей в жителях Южной Азии происходит от западно-европейского населения, и некоторые исследователи предполагали, что субклад R1a1a1b2-Z93, возможно, прибыл в Индию через Иран и расширился там во время Хараппской цивилизации.
В 2015 году предположено, что корни R1a1a1b2-Z93 лежат в Западной Азии и её распространение вместе с L342.2 проходило в Юго-Восточном направлении от Закавказья до Южной Азии", мотивируя это археологическими данными о восточной популяции Западной Азии в 4-м тысячелетии до нашей эры, кульминацией которого стали так называемые миграции куро-араксской культуры в период после Урука IV (период истории Месопотамии между 4000 — 3100 лет до нашей эры). Тем не менее Лазаридис отметил, что в куро-аракский образец I1635 была привнесена Y-хромосомная гаплогруппа R1b1-M415 (xM269) также называемая R1b1a1b-CTS3187.
Согласно результатам исследования 2014—2015 годов, диверсификация-отделение R1a1a1b2-Z93 и процессы урбанизации в долине Инда произошли 5600 лет назад, и географическое распределение R1a1a1b2a1~-M780 (нижестоящего к R1a1a1b2a-Z94) может отражать это.
В 2016 году отмечено, что «произошло поразительное расширение» субклады R1a1a1b2-Z93 в промежуток между 4500—4000 л. н., что на несколько столетий предшествует угасанию, краху Индской цивилизации.

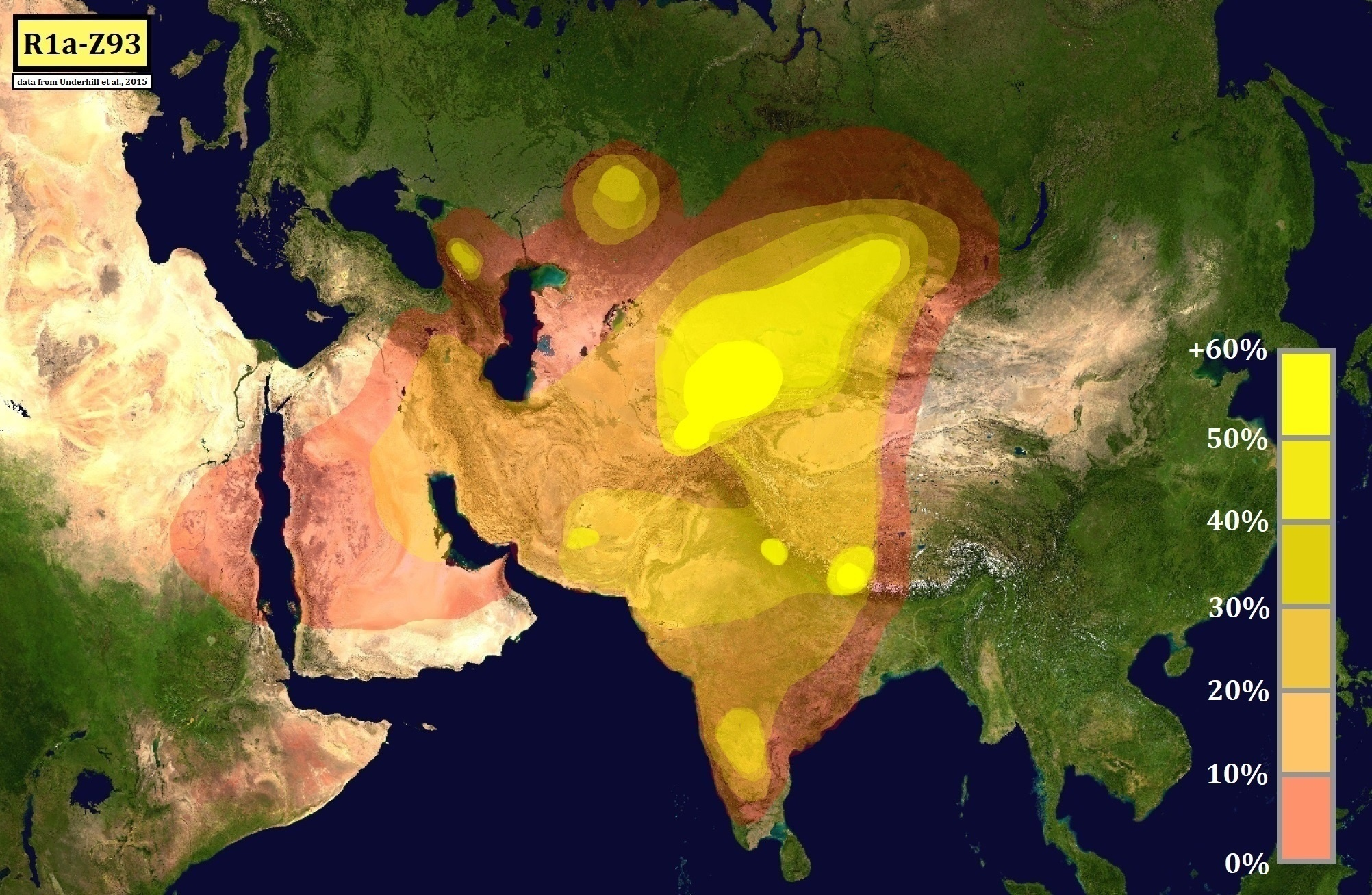
R1a1a1b2-Z93 среди других евразийских и азиатских гаплогрупп

### Теория южно-азиатского происхождения
В исследовании 2009 года указывается в качестве возможной «прародины» гаплогруппы как Южная, так и Центральная Азия.
Южноазиатские популяции имеют наивысший разброс микросателлитов в пределах R1a1a, и последующих, более поздних датировок на ближайшего общего предка. А R1a1a присутствует как среди высших каст (брахманов), так и низших каст, хотя присутствие значительно выше среди брахманов. Исходя из этих данных, некоторые исследователи пришли к выводу, что R1a1a возникла в Южной Азии, исключая существенный генетический приток от индоевропейских мигрантов.
Однако это разнообразие и последующие более ранние датировки на выявление ближайшего общего предка также могут быть объяснены исторически большим числом населения, что увеличивает вероятность диверсификации и изменения микросателлитов. R1a1 и R2, возможно, распространялись в Южную Индию из юго-западного региона Азии несколько раз.
В 2017 году отмечено, что R1a в Южной Азии наиболее вероятно распространилась от одного центрального пучка источников в Центральной Азии, по крайней мере — трёх. И, вероятно, эти генетические линии в дальнейшем развивались в границах Индийского субконтинента, что согласуется с несколькими волнами миграций.

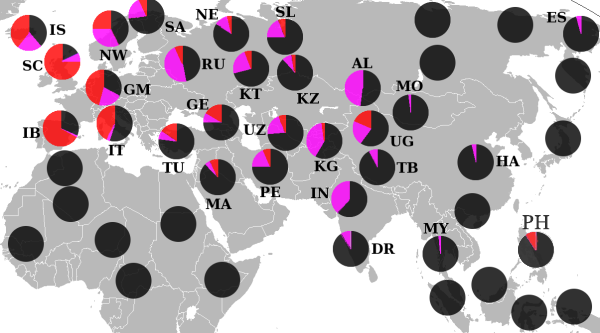
Распределение R1a (фиолетовый) и R1b (красный)

### Топология
Топология R1a выглядит следующим образом.
Согласно работе Tatiana Karafet et al. (2014), быстрый процесс диверсификации гаплогруппы K-M526, вероятно, произошёл в Юго-Восточной Азии с последующими расширениями на западе предков гаплогрупп R и Q.
- P P295/PF5866/S8 (ранее известная как K2b2).
- R (R-M207)[64][65]
  - R*
  - R1 (R-M173)
    - R1*[65]
    - R1a (M420)[65] (Eastern Europe, Asia)[66]
      - R1a*[64]
      - R1a1[65] (M459/PF6235,[65] SRY1532.2/SRY10831.2[65])
        - R1a1 (M459)[64][65]
        - R1a1b (YP1272) https://web.archive.org/web/20150428004519/http://forum.molgen.org/index.php?topic=7835.0
        - R1a1a (M17, M198)[65]
          - R1a1a1 (M417, page7)[65]
            - R1a1a1a (CTS7083/L664/S298)[65]
            - R1a1a1b (S224/Z645, S441/Z647)[65]
              - R1a1a1b1 (PF6217/S339/Z283)[65]
                - R1a1a1b1a (Z282)[65] [R1a1a1a*] (Z282) (Europe)[67]
                  - R1a1a1b1a1[65] [The old topological code is R1a1a1b*，which is outdated and might lead to some confusion.][67] (M458)[65][67] [R1a1a1g] (M458)[68]
                    - [R1a1a1g*][68]
                    - [R1a1a1g1] (M334)[68]
                    - R1a1a1b1a1a (L260/S222)[65] [R1a1a1g2][68]

                  - R1a1a1b1a2[65] (S466/Z280, S204/Z91)[65]
                    - R1a1a1b1a2a[65]
                    - R1a1a1b1a2b (CTS1211)[65] [R1a1a1c*] (M558)[67] [R-CTS1211] (V2803/CTS3607/S3363/M558, CTS1211/S3357, Y34/FGC36457)[64]
                      - R1a1a1b1a2b3* (M417+, Z645+, Z283+, Z282+, Z280+, CTS1211+, CTS3402, Y33+, CTS3318+, Y2613+) (Gwozdz’s Cluster K)[69]
                      - R1a1a1b1a2b3a (L365/S468)[65]

                  - R1a1a1b1a3 (Z284)[65] [R1a1a1a1] (Z284)[67]

              - R1a1a1b2 (F992/S202/Z93)[65] [R1a1a2*] (Z93, M746)(Asia)[67]
                - R1a1a1b2a (F3105/S340/Z94, L342.2/S278.2)[65] [R1a1b2a*] (Z95)[67] R-Z94 (Z94/F3105/S340, Z95/F3568)[64]
                  - R1a1a1b2a2-Z2124 (Z2121/S3410, Z2124)[64]
                    - [R1a1b2a*] (Z2125)[67]
                      - [R1a1b2a*] (M434)[67] [R1a1a1f] (M434)[68]
                      - [R1a1b2a*] (M204)[67]

                  - [R1a1b2a1*] (M560)[67]
                  - [R1a1b2a2*] (M780, L657)[67] (India)[66]
                  - [R1a1b2a3*] (Z2122, M582)[67]

            - [R1a1a1c] (M64.2, M87, M204)[68]
            - [R1a1a1d] (P98)[68]
              - [R1a1a1d2a][70]

            - [R1a1a1e] (PK5)[68]

    - R1b (M343) (Western Europe)

  - R2

## Палеогенетика
Самые древние известные R1a обнаружены у следующих двух (возраст около 10800 лет):
(субклад R1a1b~-YP1272>YP1301) определена у представителя культуры Веретье из могильника Песчаница 1 PES001 (10785—10626 лет назад) на озере Лача (Каргопольский район Архангельской области).
У мезолитчика I1819, жившего 10825—10561 лет назад Василевка-на-Днепре, определена Y-хромосомная гаплогруппа R1a-M420>R1a1-M459>M459*.
Гаплогруппа R1a обнаружена в останках следующих культур и народов: культура боевых топоров, Культура полей погребальных урн, синташтинская культура, андроновская культура, пазырыкская культура, тагарская культура, таштыкская культура, у жителей древнего Танаиса (город), в таримских мумиях, у аристократов Хунну, в двух древних останках хазар.
У представителей фатьяновской культуры определена Y-хромосомная гаплогруппа R1a1a1-M417, при этом у половины образцов удалось уточнить субклад R1a1a1b2-Z93.
Линия R1a1a1b2a1~-Y3, предковая для субклада R1a1a1b2a1a-L657, в настоящее время распространëнного особенно в Индии в высшей варне — у браминов, найдена у образца I6561 в Александрии у реки Оскол, в Харьковской области (Alexandria, Ukraine_MBA, Украина). Датировка захоронения 2134—1950 гг. до н. э.
| Номер теста | Захоронение                           | Датировка              | Субклады                                                                       | Культура                |
| ----------- | ------------------------------------- | ---------------------- | ------------------------------------------------------------------------------ | ----------------------- |
| uzoo74      | Южный Олений остров на Онежском озере | ок. 8 тыс. лет назад   | R1a1-SRY10831.2                                                                | мезолит                 |
| —           | Глазковский некрополь                 | 8000—7000 лет назад    | R1a1-M17                                                                       | неолит                  |
| nik002      | Никульцынский могильник               | 2865—2500 гг. до н. э. | R1a-Z645                                                                       | фатьяновская культура   |
| vor005      | Воронковский могильник                | 2840—2343 гг. до н. э. | R1a-M417 > R1a-Z645                                                            | фатьяновская культура   |
| tim008      | Тимофеевский могильник                | 2832—2473 гг. до н. э. | R1a-Z645                                                                       | фатьяновская культура   |
| vor003      | Воронковский могильник                | 2573—2466 гг. до н. э. | R1a-Z645                                                                       | фатьяновская культура   |
| ber1        | Бергсгравен (Bergsgraven), Швеция     | —                      | R1a1a1b1-Z283                                                                  | культура боевых топоров |
| kzb005      | Казбурун 1                            | 1880—1690 гг. до н. э. | R1a-M459, R1a-Z283, Z280                                                       | срубная и алакульская   |
| kzb008      | Казбурун 1                            | 1880—1690 гг. до н. э. | R1a-M459, R1a-Z283, Z280, S24902?                                              | срубная и алакульская   |
| kzb002      | Казбурун 1                            | 1875—1665 гг. до н. э. | R1a-M459, R1a-Z93, YP5585                                                      | срубная и алакульская   |
| kzb003      | Казбурун 1                            | 1765—1630 гг. до н. э. | R1a-M459, R1a-Z93, Z94                                                         | срубная и алакульская   |
| mur002      | Мурадым 8                             | —                      | R1a-M459                                                                       | срубная и алакульская   |
| mur003      | Мурадым 8                             | 1880—1685 гг. до н. э. | R1a-M459, R1a-Z93                                                              | срубная и алакульская   |
| kzb007      | Казбурун 1                            | 1755—1630 гг. до н. э. | R1a-M459, R1a-Z93, Z94, Z2124, Z2125, Z2123, Y934, BY30762?                    | срубная и алакульская   |
| mj31        | Дикий Сад                             | 1281—1058 гг. до н. э. | R1a-Z645                                                                       | киммерийцы              |
| cim357      | Глиное Сад                            | 914—805 гг. до н. э.   | R1a-M459, R1a-Z93                                                              | киммерийцы              |
| mj32        | Бидыло                                | 764—430 гг. до н. э.   | R1a2c-B111                                                                     | киммерийцы              |
| scy193*     | Глиное                                | —                      | R1a-M459, R1a-Z93, Z94, Z2124, Z2125, Z2123, Y934, BY30762, BY30764?           | скифы                   |
| chy002      | Чёрный Яр                             | 65 — 220 гг. н. э.     | R1a-M459, R1a-Z93, Z94, Z2124, R1a1a1b2a2-Z2122, Y57, Y52                      | сарматы                 |
| tem002      | Темясово                              | 125—240 гг. н. э.      | R1a-M459, R1a-Z93, Z94, Z2124, Z2125, S23592, YP1558, Y73758, YP5844, FGC48758 | сарматы                 |
| tem003      | Темясово                              | 130—320 гг. н. э.      | R1a-M459, R1a-Z93, Z94, Z2124, Z2125, Z2123, YP3920                            | сарматы                 |

Скелеты отца и двух его сыновей с археологического объекта, обнаруженного в 2005 году недалеко от Ойлау (Саксония-Анхальт, Германия) и датируемых примерно 2600 годом до н. э., показали положительный результат для маркера Y-SNP SRY10831.2. Таким образом предковая клада присутствовала в Европе по меньшей мере 4600 лет назад и была связана с одним из археологических памятников культуры боевых топоров (шнуровой керамики). Номер Ysearch для останков Eulau — 2C46S. У индивидов из Ойлау и у образцов из Волосово-Даниловского могильника (R1a-S224, фатьяновская культура, Ярославская область) значения аллелей по 10 локусам совпадают, а по 4 локусам различаются на единицу.
Также гаплогруппа R1a была выявлена у представителей межовской, хвалынской, срубной, потаповской, полтавкинской, тшинецкой. археологических культур, на стоянке Афонтова гора (бронза), у скифов, у населения срубной культурно-исторической общности, среди аланских захоронений (субклад Z2124 — R1a1a1b2a2), у населения салтово-маяцкой культуры (субклад Z2124 — R1a1a1b2a2), у одного представителя культуры шнуровой керамики (боевых топоров) из Эсперштедта и у двух из саксонской пещеры Лихтенштейн, у одного представителя культуры полей погребальных урн из Хальберштадта и у двух из Эйлау. Гаплогруппа R1a1 прослежена у обитателей верховий Западной Двины с 5120±120 л. н. (Сертея VIII) до VIII—V веков до н. э. (городище Анашкино).

## Европа
Гаплогруппа R1a наиболее часто встречается у водь, лужичан, чехов, словаков, поляков, русских, белорусов, украинцев, литовских татар, кубанских ногаев, крымских татар, карачаево-балкарцев и некоторых других популяций. Причём для балтийских и славянских народов более характерна европейская ветка R1a-M458, а для тюркских — азиатская R1a-Z93, хотя и среди тюрков Европы достаточно распространены европейские ветки R1a.

## Центральная Азия и Алтай

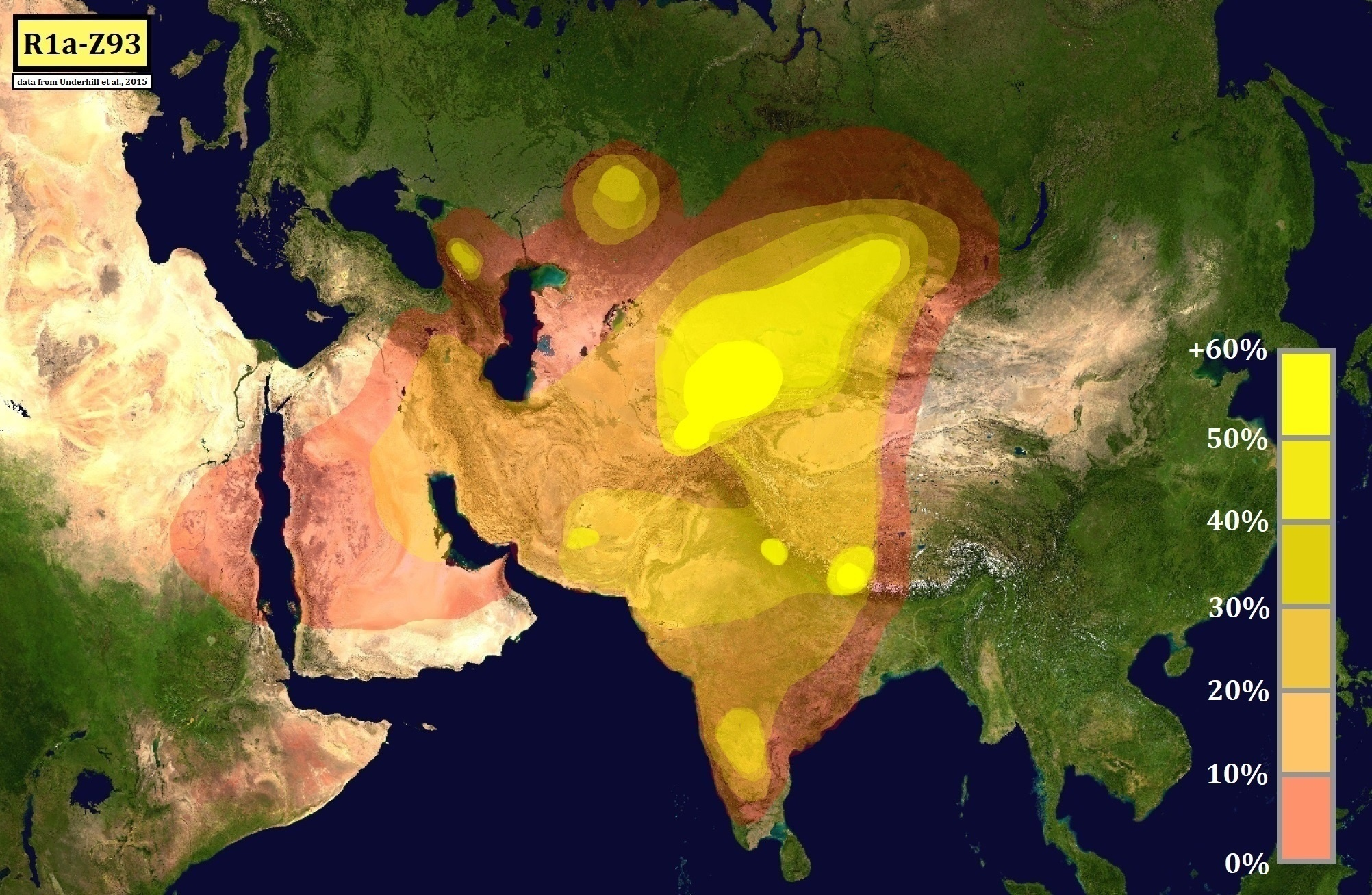
Распространение R1a-Z93 в Евразии. На Алтае наиболее представлена материнская Z93, в Центральной Азии её субклад Z2125, а на севере Индии и в Пакистане — M780

На Алтае, в Центральной и Южной Азии преобладает R1a-Z93.
У тюркского народа хотонов отмечена самая высокая доля носителей R1a1a в мире — 83 %, у киргизов R1а1а — 63,5 %.
Значительные доли R1a1a отмечены у тюркских народов азиатской части России и центральной Азии: алтайцев — до 58 %, шорцев — 56,9 %, телеутов — 53,3 %, теленгитов (более 50 %).
В Афганистане R1a1a встречается у 51 % пуштунов и 45 % у таджиков, реже — среди хазарейцев (7 %). У хакасов — 28 %, у казахов родов — ошакты 26,7 %, суан — 31,7 % и кожа 35 %. У узбеков ~25 %, у уйгур — 31 %. У тувинцев — 12 % (наибольшая концентрация у северо-восточных — 26 %), у бурят — 4 %. В Таджикистане представлена по-разному: от 16 % у ягнобцев и 19 % у таджиков Душанбе до 68 % у ишкашимцев (N=25), что может объясняться дрейфом генов:2, 5. Примечательно, что население современного Ирана, говорящее на одном из основных индоевропейских языков (фарси), по-видимому, испытало незначительное генетическое влияние со стороны популяций, несших R1a (среди иранцев Тегерана встречается в 4 % случаях, у иранцев Шираза и Исфахана не обнаружена):2, 5.
R1a-Z2125 наиболее часто встречается среди киргизов и афганских пуштунов (>40 %), у других народов Афганистана встречается с частотой >10 %. Парагруппа R1a-Z93* наиболее распространена (>30 %):126 среди коренных народов южносибирского Алтая (алтайцы, теленгиты, кумандинцы), но также встречается в Кыргызстане (>6 %) и среди иранских народов (1—8 %):126.

## Южная Азия
В Южной Азии R1a1a часто наблюдается с высокой частотой в ряде демографических групп.
В Индии высокие частоты этой гаплогруппы наблюдаются у западных бенгальских брахманов (72 %) на восток, лоханов (60 %) на западе, кхатри (67 %) на севере и айенгары (31 %) на юге. Она также была найдена у нескольких южно-индийских дравидийских племён адиваси, включая ченчу (26 %), валмики из Андхра-Прадеша и калларов в Тамилнаде, что говорит о том, что R1a1a широко распространена у племенных южных индийцев.
Кроме того, исследования показывают высокие проценты в региональных группах, таких как Манипури (50 %), на крайнем северо-востока и среди пенджабцев (47 %) на крайнем северо-западе
В Пакистане он встречается у 71 % среди племени Моханны в провинции Синд на юге и 46 % среди балтийцев Гилгит-Балтистан на севере. Среди сингальцев Шри-Ланки 23 % были обнаружены как R1a1a (R-SRY1532). Индусы района Читван в регионе Тераи Непал показывают его на уровне 69 %.

## Восточная Азия
В Восточной Сибири R1a1a встречается среди некоторых коренных этнических групп, включая камчатцев и чукчей, и достигает у ительменов 22 %.

## Западная Азия
R1a1a был обнаружен в различных формах, в большинстве районов Западной Азии, в самых разных концентрациях. От почти не присутствующих в таких районах, как Иордания, до гораздо более высоких уровней в некоторых частях Кувейта, Турции и Ирана. Племена бедуинов Шаммар в Кувейте показывают самую высокую частоту на Ближнем Востоке — до 43 %.

## Известные представители гаплогруппы R1a
- По данным генетиков у представителей династии Арпадов, Белы III и у Ласло I Святого[128], определена Y-хромосомная гаплогруппа R1a (Z93-Z2123>Y2632>SUR51 субклад[129]) и у Белы III митохондриальная гаплогруппа H1b[130].